# Wes Cooley

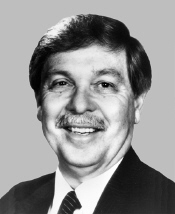
Wes Cooley

Wester Shadric „Wes“ Cooley (* 28. März 1932 in Los Angeles, Kalifornien; † 4. Februar 2015 in Bend, Oregon) war ein US-amerikanischer Politiker. Zwischen 1995 und 1997 vertrat er den zweiten Wahlbezirk des Bundesstaates Oregon im US-Repräsentantenhaus.

## Werdegang
Nach seiner Schulzeit absolvierte Cooley von 1952 bis 1954 während des Koreakriegs seinen Militärdienst in der US Army. Danach studierte er bis 1958 an der University of Southern California. Später arbeitete er als Rancher und wurde Eigentümer der Firma Rose Laboratories. Cooley schloss sich der Republikanischen Partei an und wurde 1992 in den Senat von Oregon gewählt.
Nach seinem Sieg bei den Kongresswahlen des Jahres 1994 zog er am 3. Januar 1995 in das US-Repräsentantenhaus ein, wo er den nicht mehr kandidierenden Robert Freeman Smith ablöste. Im Kongress setzte er sich für die Eigentumsrechte, die Stärkung des Militärs und andere republikanische Ziele ein. Während seiner Zeit im Kongress kamen Zweifel an der Darstellung seiner militärischen Vergangenheit auf. Cooley hatte angegeben, am Koreakrieg teilgenommen zu haben. Diese Aussage war aber umstritten, da sich keine Zeugen dafür finden ließen. Bald wurde offensichtlich, dass Cooley die Unwahrheit hinsichtlich seiner Kriegsteilnahme gesagt hatte. Hinzu kam noch, dass seine Frau Rosemary Herron Cooley, die die Witwe eines Kriegsveteranen war, nach ihrer Hochzeit mit Cooley weiterhin Geld aus der Kriegswitwenkasse erhielt, obwohl der Anspruch mit der Wiederverheiratung erloschen war.
Da gleichzeitig einige andere Vorfälle, wie beispielsweise die Beschuldigung der sexuellen Belästigung von mindestens 29 Frauen durch US-Senator Bob Packwood die Republikanische Partei in Oregon belasteten, beschloss man, Cooley vor den nächsten Wahlen aus dem Rennen zu nehmen und statt seiner seinen Vorgänger Bob Smith zu nominieren, der dann auch gewählt wurde und am 3. Januar 1999 Cooley im Kongress ablöste.
Im Jahr 1997 wurde Wes Cooley von einem Schwurgericht in Salem wegen Falschaussagen im Wahlkampf zu zwei Jahren Gefängnis auf Bewährung verurteilt. 1998 bewarb er sich innerhalb seiner Partei trotz seiner Verurteilung um eine Nominierung für den Kongress. Dabei erreichte er mit 9,12 % der Stimmen in den Vorwahlen nur den dritten Platz. Im Januar 2009 wurde Cooley wegen Aktienbetrugs angeklagt. Im Dezember 2012 wurde er zu einem Jahr und einem Tag Gefängnis verurteilt.